# Faustowo (Kursk)
Faustowo (russisch Фаустово) ist ein Dorf (derewnja) in der Oblast Kursk in Russland. Es gehört zum Rajon Kurtschatow und zur Landgemeinde (selskoje posselenije) Kostelzewski selsowjet.

## Geographie
Der Ort liegt gut 33 km Luftlinie westlich des Oblastverwaltungszentrums Kursk im südwestlichen Teil der Mittelrussischen Platte, 12,5 km nordöstlich des Rajonverwaltungszentrums Kurtschatow, 12,5 km vom Sitz des Dorfsowjet – Kostelzewo, 72 km von der Grenze zwischen Russland und der Ukraine, am Fluss Lomna (Nebenfluss des Seim).

### Klima
Das Klima im Ort ist wie im Rest des Rajons kalt und gemäßigt. Es gibt während des Jahres eine erhebliche Niederschlagsmenge. Dfb lautet die Klassifikation des Klimas nach Köppen und Geiger.

## Bevölkerungsentwicklung
| Jahr | Einwohner |
| ---- | --------- |
| 2002 | 6         |
| 2010 | 5         |

Anmerkung: Volkszählungsdaten

## Verkehr
Faustowo liegt 25,5 km von der Fernstraße föderaler Bedeutung M2 „Krim“ (Moskau – A142/Trosna – Grenze zur Ukraine), 10,5 km von der Straße regionaler Bedeutung 38K-017 (Kursk – Lgow – Rylsk – Grenze zur Ukraine), 0,5 km von der Straße interkommunaler Bedeutung 38N-575 (Seim – Mossolowo – Nischneje Soskowo) und 12 km vom nächsten Eisenbahnhaltestelle 433 km (Eisenbahnstrecke Lgow-Kijewskij – Kursk) entfernt.
Der Ort liegt 137 km vom internationalen Flughafen von Belgorod entfernt.